# Sztávrosz Szaráfisz
Sztávrosz Szaráfisz, görögül: Σταύρος Σαράφης (Epanomí, 1950. január 17. – 2022. október 13.) válogatott görög labdarúgó, középpályás, csatár, edző.

## Pályafutása

### Klubcsapatban
1967 és 1981 között a PAÓK labdarúgója volt. Egy görög bajnoki címet és két kupagyőzelmet ért el a csapattal. 1969–70-ben a görög kupa sorozat gólkirálya volt.

### A válogatottban
1969 és 1977 között 22 alkalommal szerepelt a görög válogatottban és hét gólt szerzett.

### Edzőként
Öt alkalommal volt a PAÓK ideiglenes vezetőedzője (1989, 1994, 1995, 1999, 2006). 2010 és 2013 között a PAÓK ifjúsági csapatánál tevékenykedett.

## Sikerei, díjai
PAÓK
- Görög bajnokság
  - bajnok: 1975–76
- Görög kupa
  - győztes (2): 1972, 1974